# (2096) Väinö
(2096) Väinö ist ein Asteroid des Hauptgürtels, der am 18. Oktober 1939 von dem finnischen Astronomen Yrjö Väisälä in Turku entdeckt wurde.
Der Asteroid wurde nach dem Zauberer Väinämöinen, einer zentralen Figur der finnischen Mythologie, benannt. Gleichzeitig ist der Asteroid dem Bruder des Entdeckers, Väinö Väisälä, gewidmet.